# Markus Grill
Markus Grill (* 23. Februar 1968 in Aalen) ist ein deutscher Journalist. Er ist Chefreporter der Investigativressorts von NDR und WDR.

## Werdegang
Grill studierte Geschichte und Germanistik an der Albert-Ludwigs-Universität Freiburg und der Humboldt-Universität zu Berlin. Von 1997 bis 1999 volontierte er bei der Badischen Zeitung, anschließend war er Korrespondent in Straßburg. Von 2003 bis 2008 arbeitete er als Reporter und Investigativjournalist beim Stern in Hamburg, seit 2009 beim Nachrichtenmagazin Der Spiegel, darunter von 2012 bis 2014 als Wirtschafts-Korrespondent in Washington D.C. (USA). Er war von Juni 2009 bis Juni 2017 Mitglied im Vorstand der Journalistenvereinigung Netzwerk Recherche. Von Juni 2015 bis August 2017 war Grill Chefredakteur des Recherchezentrums Correctiv. Seit 1. November 2017 arbeitet er im Rechercheverbund NDR, WDR und Süddeutsche Zeitung bis Ende 2021 als Bürochef Berlin der Investigativressorts von NDR und WDR, seit 2022 als deren Chefreporter. Während der Corona-Pandemie analysierte er das Infektionsgeschehen regelmäßig in verschiedenen ARD-Sendungen und kommentierte die Lage immer wieder in den "Tagesthemen".

## Öffentliche Wahrnehmung
Eine Reihe von Recherchen Grills machten ihn einer größeren Öffentlichkeit bekannt.
Im Jahr 2005 enthüllte Grill die Bestechung von Ärzten beim Pharmaunternehmen Ratiopharm. 2007 deckte er das Aspirin-Kartell bei der Bayer AG auf (was dem Konzern eine Geldbuße des Bundeskartellamts von 10 Mio. Euro einbrachte), 2008 den Lidl-Überwachungsskandal und 2009 die Krankenprotokolle über Lidl-Mitarbeiter auf.
Internationale Aufmerksamkeit erregte Grill, als er 2020 in der anthropologischen Sammlung der Berliner Gesellschaft für Anthropologie, Ethnologie und Urgeschichte mit Hilfe von Nils Seethaler vier aus Kanada stammende Schädel vermutlich indigener Herkunft identifizierte, die im Jahr 1884 als Geschenk von William Osler an Rudolf Virchow nach Berlin gelangten und als verschollen galten.
In der Corona-Pandemie deckte Grill zusammen mit Kolleginnen und Kollegen den Skandal um fingierte Schnelltest-Abrechungen auf und die Geldverschwendung bei der Maskenbeschaffung und beim Aufbau von Intensivbetten.

## Preise und Auszeichnungen
- 1999: Erich-Schairer-Preis
- 2006: Dr.-Georg-Schreiber-Medienpreis
- 2006: „Goldener Apfel“
- 2007: Otto-Brenner-Preis[14]
- 2006, 2007, 2008: Nominierung für den Henri-Nannen-Preis (für beste investigative Leistung)
- 2008: Journalist des Jahres (Medium Magazin)
- 2009: Goldener Prometheus („Bester Magazinjournalist“)
- 2010: Journalistenpreis des Deutschen Netzwerks Evidenzbasierte Medizin (DNEbM)
- 2012: Dr.-Georg-Schreiber-Medienpreis
- 2023: Nominierung Deutscher Reporter:innenpreis (Investigation)[15]
- 2024: Ulrich-Schwabe-Medienpreis[16]
- 2024: Daphne-Caruna-Galizia-Preis Nominierung
- 2024: Nominierung Deutscher Reporter:innenpreis (Investigation)[17]
- 2025: European Press Prize (Nominierung)
- 2025: European Health Journalism Award (Semmelweis-Richter Journalism Award)

## Schriften
- Kranke Geschäfte. Wie die Pharmaindustrie uns manipuliert. Rowohlt, Reinbek 2007, ISBN 978-3-498-02509-0.

Beiträge in Zeitschriften (Auswahl)
- Ratiopharm: Der Pharma-Skandal stern.de, 18. November 2005
- Pharmalobby: Das Pharma-Duell stern.de, 21. Juni 2006 (Adel Massaad und sein Kampf gegen das IQWiG)
- Die Schein-Forscher stern.de, 2. Februar 2007 (über den Betrug mit Anwendungsbeobachtungen)
- Freundlich, clever, höchst aggressiv stern.de, 9. Dezember 2007 (Enthüllung über Novartis)
- Alarm und Fehlalarm spiegel.de, 20. April 2009 (über fragwürdige Vorsorgeuntersuchungen)
- Der große Schüttelfrust spiegel.de, 12. Juli 2010 (über den Bluff der Homöopathie)
- Der Aufschneider spiegel.de, 1. Oktober 2011 (Enthüllungsgeschichte über den Schönheitschirurgen Werner Mang)